# Treignac
Treignac este o comună în departamentul Corrèze din centrul Franței. În 2009 avea o populație de 1.383 de locuitori.

## Evoluția populației
| An        | 1975  | 1982  | 1990  | 1999  | 2006  | 2009  |
| --------- | ----- | ----- | ----- | ----- | ----- | ----- |
| Populație | 1.866 | 1.690 | 1.520 | 1.415 | 1.376 | 1.383 |